# Apple Vision Pro
Apple Vision Pro je headset pro smíšenou realitu, navržený a vyrobený společností Apple. Jedná se o první headset od společnosti Apple, a zároveň uvádí první, novou řadu zařízení od roku 2015, kdy byly uvedeny chytré hodinky Apple Watch.
Headset Apple Vision Pro byl se svým operačním systémem visionOS uveden 5. června 2023 na konferenci Worldwide Developers Conference spolu s 15palcovým notebookem MacBook Air, stolními počítači Mac Studio s M2 Max, Mac Pro a Mac Studio s nově předvedeným čipem M2 Ultra, a novými verzemi operačních systémů.
Za konkurenci pro Apple Vision můžeme považovat headset Quest 3 od společnosti Meta.

## Historie

### Vývoj
V květnu 2015 Apple koupil německou společnost Metaio, zabývající se rozšířenou realitou, a najal Mikea Rockwella ze společnosti Dolby Laboratories – Rockwell vytvořil tým, jehož součástí byli spoluzakladatel společnosti Metaio Peter Meier a manažer Apple Watch Fletcher Rothkopf. Tým již v roce 2016 vyvinul software pro rozšířenou realitu, ale narazil na odpor tehdejšího hlavního designéra Jonyho Ivea a jeho týmu.
V dubnu 2017 byl najat odborník na rozšířenou a virtuální realitu, bývalý specialista NASA Jeff Norris. Rockwellův tým pomohl v roce 2017 dodat software ARKit s operačním systémem iOS 11, zajišťující funkčnost rozšířené reality na zařízeních od Apple. Podle serveru The Information se Rockwellův tým snažil vytvořit náhlavní soupravu (headset), přičemž spolupracoval s Iveho týmem. Avšak v roce 2019 s odchodem Ivea ze společnosti se projekt výrazněji zdržel. Během vývoje se připojil také inženýr Geoff Stahl, který vedl vývoj operačního systému visionOS poté, co dříve pracoval na videohrách a grafickém designu ve společnosti Apple.

### Uvedení a vydání
V květnu 2022 agentura Bloomberg News uvedla, že vedení společnosti Apple, včetně generálního ředitele Tima Cooka, zařízení, pod údajným názvem Reality Pro, interně předvedlo, a v červnu začala společnost dojednávat smlouvy pro vývoj obsahu pro aplikace třetích stran a projektů. Reportér agentury Bloomberg Mark Gurman v lednu 2023 uvedl, že plány na headset byly pozastaveny, a poté v dubnu sdělil, že se Apple snaží přilákat vývojáře, aby vytvořili software a služby. Podle Applu společnost podala více než 5 000 patentů na technologie, které přispěly k vývoji Apple Vision Pro.
Apple Vision Pro byl oznámen na WWDC 5. června 2023, přičemž k dostání, prozatím pouze v Spojených státech, je od 2. února 2024, s cenou 3 499 dolarů. Množství prodaných headsetů se odhaduje na 1 milion.

## Specifikace

### Hardware
Přední strana Vision Pro je z laminovaného skla obaleného v hliníkovém rámu, který je protáhlý až za hlavu, kde je pokrytý pružnou tkaninou a vepředu nastavitelnou čelenku. Právě kvůli laminovanému sklu je headset těžší něž většina jeho soupeřů – jeho hmotnost se údajně pohybuje mezi 600–650 gramy.
Rám obsahuje pět senzorů pohybu, včetně LiDAR senzoru a TrueDepth, šest mikrofonů a dvanáct kamer. Přes optické čočky vidí uživatel na dva mikroOLED displeje, dohromady s 23 miliony pixelů (k porovnání 4K televize má kolem 8,3 Mpix) a zhruba o velikosti poštovní známky. Oči sleduje systém LED diod a infračervených kamer, které slouží nejen pro skener oční duhovky s názvem Optic ID, který slouží k ověření totožnosti podobně jako Face ID, ale také pro pohyb a ovládání samotného headsetu. Do zařízení je možné také nasadit vlastní optické čočky pro osoby s brýlemi na předpis – tyto čočky se k hlavní čočce připojí magneticky a jsou vyvinuty ve spolupráci se společností Carl Zeiss AG. Reproduktor headsetu se nachází uvnitř čelenky, kde je umístěn přímo nad ušima uživatele a dokáže generovat prostorový zvuk – Spatial Audio.
Na přední vrchní straně se také nachází Digital Crown, tlačítko z Apple Watch, k ovládání průhlednosti pozadí zabírající zorné pole uživatele, a to v rozsahu od zobrazení pouze smíšené reality, kdy se aplikace a média zdánlivě vznášejí v reálném prostředí uživatele, až po úplné skrytí okolí uživatele – do virtuální reality. Vision Pro má také displej EyeSight, který směřuje ven a zobrazuje reprodukci očí uživatele, přičemž dynamicky odráží míru, jak se uživatel soustředí – jeho oči se zobrazují ztlumené, když je v rozšířené realitě, a zakryté, když je v plné virtuální realitě, aby ostatní měli představu o tom, jak uživatel vnímá své prostředí. Pokud se k uživateli přiblíží někdo jiný nebo s ním naváže rozhovor, systém EyeSight zobrazí jeho oči normálně, a to i ve virtuální realitě a ona druhá osoba je plynule vnořena uživateli do zorného pole.

#### Čipset a baterie
Apple Vision Pro používá procesor Apple M2 a nový procesor Apple R1, který byl vyroben speciálně pro headset za účelem zpracování vstupních dat ze senzorů a kamer, s údajnou odezvou 12 ms, přičemž je chlazen miniaturním ventilátorem. Speciální externí baterie připojená k headsetu kabelem umožní 2 hodiny provozu zařízení, alternativně lze náhlavní soupravu připojit k externímu zdroji napájení.

### Software
Na Apple Vision Pro se nachází operační systém visionOS, první s trojrozměrným rozhraním. Výchozím režimem je rozšířená realita, kdy se aplikace a média vznášejí v reálném prostředí kolem uživatele. Rozhraní se ovládá pomocí očí a prstů, které rozpoznává řada senzorů. Uživatel může například kliknout na prvek tak, že se na něj podívá a stiskne dva prsty k sobě, posunout prvek pohybem sevřených prstů nebo rolovat pohybem zápěstí, ale podporovány jsou i herní ovladače. Systém visionOS také podporuje diktování a virtuální klávesnici pro zadávání textu a pro příkazy je k dispozici virtuální asistentka Siri.
Během nastavení si může uživatel naskenovat svůj obličej, aby se vytvořila jeho avatar. Samuel Axon z Ars Technica uvedl, že během ukázky na WWDC byl obličej naskenován iPhonem s kamerou TrueDepth, uši byly naskenovány pro optimalizaci reproduktorů.

#### Aplikace
Podle obrázku domovské obrazovky v oficiální zprávě od společnosti Apple bude mít Apple Vision Pro předinstalované aplikace Apple TV, Hudba, Mindfulness, Freeform, Safari, Fotografie, Poznámky, App Store, Mail, Zprávy a další.
Apple Vision Pro bude uveden na trh s více než 100 hrami z Apple Arcade. Při uvedení na trh bude k dispozici také Disney+. Kromě toho bude k dispozici také několik pracovních aplikací ze sady Microsoft Office, včetně aplikace Word, Excel a Teams, ale také Zoom, Cisco Webex a Adobe Lightroom.